# 1995 NBA Expansion Draft
Rozszerzający draft odbył się 24 czerwca 1995 r., z okazji przyjęcia do ligi NBA nowych klubów - Toronto Raptors i Vancouver Grizzlies. Kluby wybrały z pozostałych drużyn, odpowiednio, 14 i 13 zawodników.

## Toronto Raptors
| Zawodnik           | Pozycja | Narodowość        | Poprzednia drużyna     |
| ------------------ | ------- | ----------------- | ---------------------- |
| B.J. Armstrong     | PG      | Stany Zjednoczone | Chicago Bulls          |
| Tony Massenburg    | SF      | Stany Zjednoczone | Los Angeles Clippers   |
| Andres Guibert     | PF      | Kuba              | Minnesota Timberwolves |
| Keith Jennings     | PG      | Stany Zjednoczone | Golden State Warriors  |
| Dontonio Wingfield | SG      | Stany Zjednoczone | Seattle SuperSonics    |
| Doug Smith         | F       | Stany Zjednoczone | Dallas Mavericks       |
| Jerome Kersey      | F       | Stany Zjednoczone | Portland Trail Blazers |
| Žan Tabak          | C       | Chorwacja         | Houston Rockets        |
| Willie Anderson    | SG      | Stany Zjednoczone | San Antonio Spurs      |
| Ed Pinckney        | F       | Stany Zjednoczone | Milwaukee Bucks        |
| Acie Earl          | PF      | Stany Zjednoczone | Boston Celtics         |
| B. J. Tyler        | G       | Stany Zjednoczone | Philadelphia 76ers     |
| John Salley        | F/C     | Stany Zjednoczone | Miami Heat             |
| Oliver Miller      | PF      | Stany Zjednoczone | Detroit Pistons        |

## Vancouver Grizzlies
| Zawodnik        | Pozycja | Narodowość        | Poprzednia drużyna  |
| --------------- | ------- | ----------------- | ------------------- |
| Greg Anthony    | PG      | Stany Zjednoczone | New York Knicks     |
| Rodney Dent     | C       | Stany Zjednoczone | Orlando Magic       |
| Antonio Harvey  | PF      | Stany Zjednoczone | Los Angeles Lakers  |
| Reggie Slater   | PF/C    | Stany Zjednoczone | Denver Nuggets      |
| Trevor Ruffin   | PG      | Stany Zjednoczone | Phoenix Suns        |
| Derrick Phelps  | PG      | Stany Zjednoczone | Sacramento Kings    |
| Larry Stewart   | PF      | Stany Zjednoczone | Washington Wizards  |
| Kenny Gattison  | PF      | Stany Zjednoczone | Charlotte Hornets   |
| Byron Scott     | SG      | Stany Zjednoczone | Indiana Pacers      |
| Gerald Wilkins  | SF      | Stany Zjednoczone | Cleveland Cavaliers |
| Benoit Benjamin | C       | Stany Zjednoczone | New Jersey Nets     |
| Doug Edwards    | F       | Stany Zjednoczone | Atlanta Hawks       |
| Blue Edwards    | SG      | Stany Zjednoczone | Utah Jazz           |